# Qualificazioni al campionato europeo di pallanuoto femminile 2012
Le qualificazioni al campionato europeo di pallanuoto femminile 2012 si sono disputate dal 29 gennaio al 15 ottobre 2011 e hanno visto la partecipazione di otto formazioni nazionali.
La formula della competizione è stata modificata rispetto al passato: le squadre, divise in due gironi, si sono affrontate in gare di andata e ritorno. Questo cambiamento ha suscitato polemiche in quanto considerato troppo oneroso dal punto di vista finanziario, infatti diverse federazioni hanno rinunciato alla partecipazione.

## Gruppo A
| Data        | Sede                | Ora   | Gara       | Gara    | Gara       |
| ----------- | ------------------- | ----- | ---------- | ------- | ---------- |
| 29 gen 2011 | Žilina              | 14:00 | Slovacchia | 5 - 33  | Ungheria   |
| 29 gen 2011 | Lilla               | 20:00 | Francia    | 8 - 16  | Germania   |
| 26 mar 2011 | Budapest            | 15:45 | Ungheria   | 14 - 7  | Francia    |
| 26 mar 2011 | Krefeld             | 16:30 | Germania   | 25 - 7  | Slovacchia |
| 30 apr 2011 | Wuppertal           | 18:00 | Germania   | 13 - 16 | Ungheria   |
| 30 apr 2011 | Nizza               | 20:00 | Francia    | 20 - 7  | Slovacchia |
| 2 lug 2011  | Ungheria (bandiera) | 16:00 | Ungheria   | 16 - 12 | Germania   |
| 2 lug 2011  | Topoľčany           | 19:00 | Slovacchia | 5 - 14  | Francia    |
| 24 set 2011 | Bratislava          |       | Slovacchia | 8 - 32  | Germania   |
| 24 set 2011 | Nancy               |       | Francia    | 8 - 13  | Ungheria   |
| 15 ott 2011 | Krefeld             | 16:30 | Germania   | 17 - 10 | Francia    |
| 15 ott 2011 | Budapest            | 16:00 | Ungheria   | 23 - 7  | Slovacchia |

|    | Squadra    | Punti | G | V | N | P | GF  | GS  | DR   |
| -- | ---------- | ----- | - | - | - | - | --- | --- | ---- |
| 1. | Ungheria   | 18    | 6 | 6 | 0 | 0 | 113 | 52  | +61  |
| 2. | Germania   | 12    | 6 | 4 | 0 | 2 | 116 | 65  | +51  |
| 3. | Francia    | 6     | 6 | 2 | 0 | 4 | 67  | 72  | -5   |
| 4. | Slovacchia | 0     | 6 | 0 | 0 | 6 | 39  | 148 | -109 |

## Gruppo B
| Data        | Sede               | Ora   | Gara          | Gara   | Gara          |
| ----------- | ------------------ | ----- | ------------- | ------ | ------------- |
| 29 gen 2011 | Loughborough       | 20:00 | Gran Bretagna | 26 - 1 | Israele       |
| 30 gen 2011 | Mataró             | 17:00 | Spagna        | 24 - 8 | Ucraina       |
| 26 mar 2011 | Netanya            | 18:00 | Israele       | 0 - 22 | Spagna        |
| 26 mar 2011 | Charkiv            | 20:00 | Ucraina       | 7 - 11 | Gran Bretagna |
| 30 apr 2011 | Manchester         | 17:30 | Gran Bretagna | 9 - 14 | Spagna        |
| 30 apr 2011 | Netanya            | 20:00 | Israele       | 7 - 15 | Ucraina       |
| 2 lug 2011  | Spagna (bandiera)  | 11:30 | Spagna        | 10 - 6 | Gran Bretagna |
| 2 lug 2011  | Ucraina (bandiera) | 12:30 | Ucraina       | 12 - 3 | Israele       |
| 24 set 2011 | Sabadell           |       | Spagna        | 25 - 3 | Israele       |
| 24 set 2011 | Manchester         |       | Gran Bretagna | 21 - 8 | Ucraina       |
| 15 ott 2011 | Netanya            |       | Israele       | 3 - 21 | Gran Bretagna |
| 15 ott 2011 | Charkiv            | 12:30 | Ucraina       | 6 - 20 | Spagna        |

|    | Squadra       | Punti | G | V | N | P | GF  | GS  | DR  |
| -- | ------------- | ----- | - | - | - | - | --- | --- | --- |
| 1. | Spagna        | 18    | 6 | 6 | 0 | 0 | 115 | 32  | +83 |
| 2. | Gran Bretagna | 12    | 6 | 4 | 0 | 2 | 94  | 43  | +51 |
| 3. | Ucraina       | 6     | 6 | 2 | 0 | 4 | 57  | 93  | -36 |
| 4. | Israele       | 0     | 6 | 0 | 0 | 6 | 24  | 122 | -98 |

## Qualificate
- Ungheria
- Spagna
- Germania
- Gran Bretagna